# Sam McMahon
Sam McMahon (ur. 25 lutego 1975) – amerykański strongman.
Mieszka w Milwaukee (stan Wisconsin).
Wymiary:
- wzrost 191 cm
- waga 136 kg

## Osiągnięcia strongman
- 2005
  - 8. miejsce - Mistrzostwa United Strongman Series 2005
- 2006
  - 3. miejsce - Mistrzostwa USA Strongman 2006
- 2007
  - 6. miejsce - All-American Strongman Challenge 2007
  -  ?. miejsce - Super Seria 2007: Venice Beach